# Sydpegende hestevogn
Den Sydpegende Hestevogn en kompleks tandhjulsmekanisme, der gør at figuren på vognen altid vil pege i en bestemt retning uanset i hvilken retning, man drejer vognen: når man drejer vognen , drejer figuren altså ikke med.
Den regnes af kinesere som en af de fire berømte opfindelser fra det tidligste Kina. De andre er bogtrykkerkunst, krudt og papir.
Den skulle være opfundet omkring 2600 f.Kr. i Kina af kejser Huang Di. Han opfandt den for at kunne føre sin hær gennem tyk tåge. Den blev genopfundet flere gange. I 1115 f.Kr. blev fem sådanne hestevogne givet til nogle ambassadører, så de kunne finde hjem.
Mekanismen er en af de ældste kendte gear-mekanismer (se også Antikythera-mekanismen). Den består af tandhjul og vognhjul i et bestemt størrelsesforhold, der fungerer som et differentialgear.
Ingen af de antikke Sydpegende Hestevogne er bevaret, men der er lavet rekonstruktioner i fuld størrelse. På historisk museum i Beijing er der en rekonstruktion baseret på ingeniøren Yen Su beskrivelse fra år 1027. Nationalpaladsmuseet i Taipei har en rekonstruktion baseret på George Lanchesters rekonstruktion i 1932.